# 台北國際花卉展
台北國際花卉展（英語：Taipei International Flower Exhibition）是一項在台北世貿中心舉行的國際級花卉產業展覽，於1991年首度創立，主要展示各國花卉的產品與原物料，並以推動花卉藝術與文化生活的結合作為展覽主軸。在草創時期，是以兩年一度的方式進行，並設置動態與靜態展示區。
但在當時的主辦單位中華民國對外貿易發展協會並未適當進行展覽品質管理，加上眾多內銷花卉市場（包含當時的建國花市）陸續抬頭的情況下，這項展覽一度停擺12年。於是，2007年的第四屆，在轉由台灣區花卉發展協會透過行政院農業委員會輔導下，結合週邊相關產業活動，重新恢復這項展覽，並獲得政府、產業、教育界的重視。

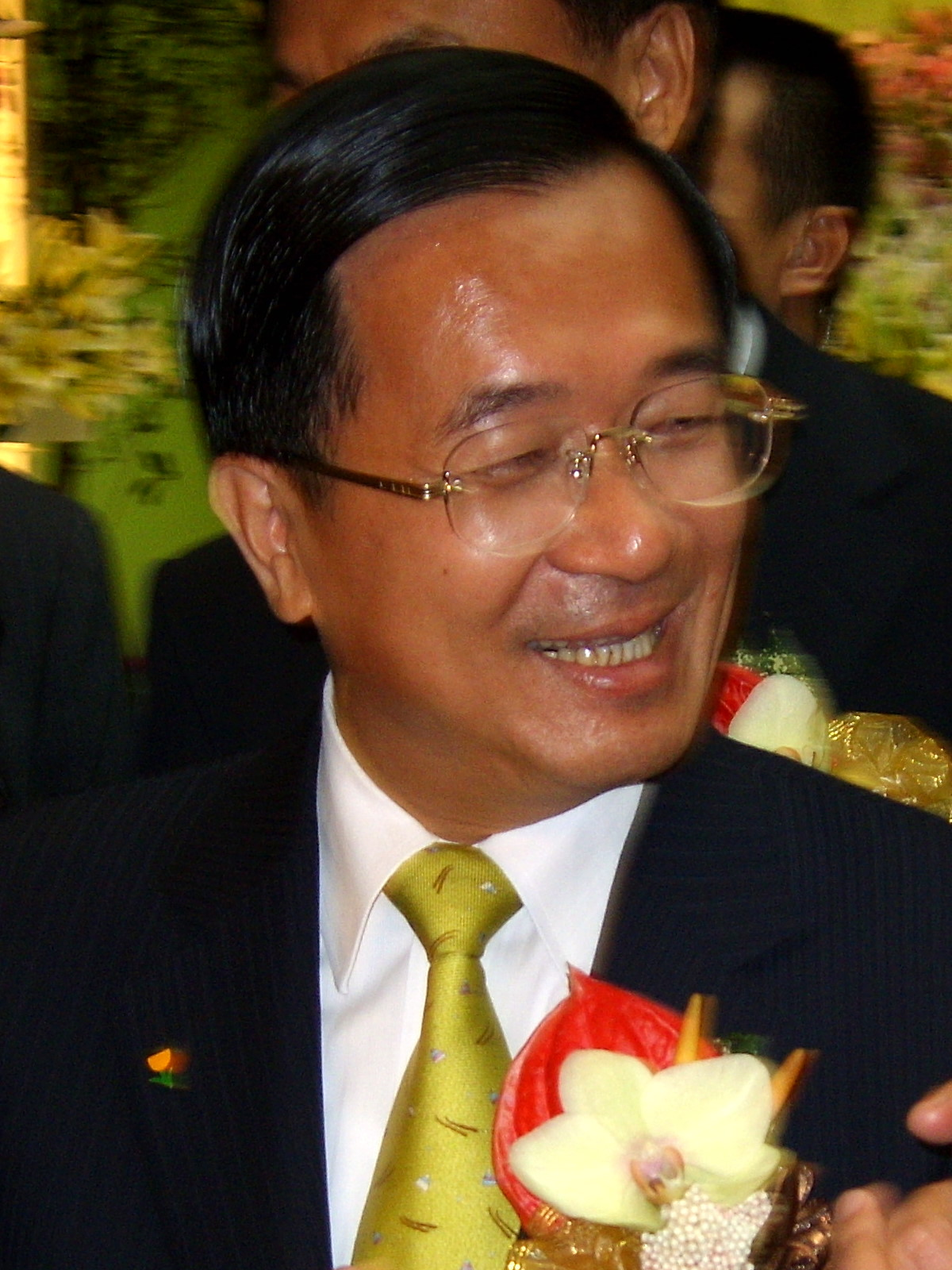
2007年，中華民國總統陳水扁參觀第四屆台北國際花卉展

## 展覽重點分區
註：分區狀況可能依照展覽當時的設計會有所差異，以下資料僅提供最近一屆之分區資訊。
- 主題形象區：即一般所見的主題館，貿協時期稱之「國產花卉形象區」[1]，通常展示的園藝與花卉都會以國內業者與農會組織為主，是政府機關推展台灣花卉形象的一大主題館。而在2007年，則是以花卉陳設的優良作品，作為展示主題。
- 國際形象區：邀請國外花卉相關組織，組成國家主題攤位進行展示，第一屆時稱之「國際花藝設計區」[2]，每一屆都會有不同的國家前來參與，部分參展國甚至會以該國的特有文化與當地的花卉進行結合，來作為推展該國形象的一種方式。
- 花藝展演區：是活動主舞台與花卉競賽的結合，在第一屆首創時，僅以「動態表演區」[3]的方式呈現，花卉競賽則是在主舞台週邊，擺設各參展者參賽的花卉或是創意作品，並依照每日的主題，進行票選；主舞台部分，除了花卉藝術相關教學節目的安排，在2007年，為了配合首度設立的「星光時段」，也會以表演節目的方式呈現。
- 企業團體形象區：提供非花卉產業廠商或團體進行展示，但主要展示的部分，是以週邊花卉的裝飾為主。
- 精緻蘭花區：是行政院農委會為了要重振台灣「蝴蝶蘭王國」的榮譽，加上今年上半年在台南曾因為「台灣國際蘭展」的展示出名，而設計的展區。

## 歷年數據
| 屆次＼項目        | 期間             | 主題     | 人次    | 參與國家數目 （不含台灣） | 重點國家                               |
| ----------------- | ---------------- | -------- | ------- | ------------------------- | -------------------------------------- |
| 第一屆 （1991年） | 4月17日─21日     | 花之饗宴 | 17萬人+ | 19國                      | 南非、 中国、 新加坡、 德国            |
| 第二屆 （1993年） | 4月10日─14日     | 美的邀約 | 10萬人+ | 13國                      | 南非                                   |
| 第三屆 （1995年） | 3月31日─4月4日   | 花嫁     | 10萬人+ | 27國                      | 、 印度尼西亞、 哥伦比亚、 以色列      |
| 第四屆 （2007年） | 10月31日─11月4日 | 花艷     | 8萬人+  | 30國                      | 荷蘭、 日本、 泰國、 菲律賓、 马来西亚 |

## 爭議事件
- 在第一屆的草創時期，外貿協會為了配合政府的農業精緻化政策，在當時的「盆景區展出說明會」中，希望主題區的樹石盆景區參與者全額支付擺設的裝潢費用，此舉引起部分業者與台北市盆景協會的不滿。最終，貿協與廠商協調後，同意以雙方分攤支付的方式進行解決，此一事件也是花卉展險些無法進行的重要因素[12][13]。

## 資料來源
1. ↑  林如森. . 台北新聞 (聯合報). 1991年4月16日: 13.
2. 1 2  管慶寧. . 消費新聞 (民生報). 1991年4月17日: 13.
3. ↑  管慶寧. . 消費新聞 (民生報). 1991年4月18日: 19.
4. ↑  . 生活／文化廣場 (聯合報). 1991年4月23日: 5.
5. 1 2  周美惠. . 文化廣場 (聯合報). 1993年4月11日: 18.
6. ↑  . 消費新聞 (民生報). 1993年4月15日: 19.
7. ↑  翟敬宜. . 家庭 (民生報). 1995年3月31日: 30.
8. ↑  何佩儒. . 企業產銷二版 (經濟日報). 1995年3月29日: 13.
9. ↑  李娟萍. . 企業要聞 (經濟日報). 1995年3月29日: 9.
10. ↑  . 消費新聞 (民生報). 1995年4月1日: 25.
11. ↑  黃旭昇. . 台灣新聞 (中央通訊社). 2007年11月4日  [2007年11月11日]. （原始内容存档于2016年3月4日）.
12. ↑  賴燕芳. . 貿易 (經濟日報). 1990年11月25日: 6.
13. ↑  賴燕芳. . 商業 (經濟日報). 1990年12月10日: 6.

## 外部連結
- 台灣區花卉發展協會 （页面存档备份，存于）
- 2009 台北國際花卉展[永久]